# Eocypselus
Eocypselus — рід викопних птахів; вважається спільним предком сучасних серпокрильців та колібрі. Це була маленька пташка, 13 см завдовжки, важив менше 30 г, можливо чорного забарвлення. Птах існував у еоцені, 50 млн років тому. Пташка живилась комахами на льоту, як і сучасні серпокрильці. Вид Eocypselus rowei був описаний у 2013 році на території штату Вайомінг у США. Інший вид роду — Eocypselus vincenti знайдений на території Данії у 1984 році.